# Deep Throat
Deep Throat là mật danh của W. Mark Felt (1913-2008), người được mệnh danh là "nguồn tin giấu tên nổi tiếng nhất trong lịch sử Hoa Kỳ" trong vụ bê bối Watergate. Người đã tiết lộ các thông tin cho hai phóng viên tờ Washington Post điều tra và đưa ra ánh sáng vụ đột nhập gài máy nghe trộm ở Watergate, khiến Tổng thống Hoa Kỳ Richard Nixon phải từ chức năm 1974. Mark Felt là một cựu nhân viên FBI (Cục điều tra liên bang Hoa Kỳ).
Mật danh "Deep Throat" được giữ bí mật suốt trong và sau vụ việc Watergate bị đưa ra ánh sáng. Cho mãi tới tháng 5 năm 2005, danh tính của người mang mật danh này, ông W. Mark Felt, mới được công bố.
Mark Felt là nguồn tin quan trọng nhất của loạt phóng sự điều tra về vụ Watergate đăng trên tờ Washington Post do các phóng viên Bob Woodward và Carl Bernstein thực hiện.